# Mercedes-Benz R231
Mercedes-Benz R231 - нове покоління легких спортивних автомобілів німецької фірми Mercedes-Benz, що прийшло на зміну моделі R230 в 2012 році. Нові моделі SL-класу легші, ніж попередні, остільки багато деталей виконані повністю з алюмінію.

## Опис

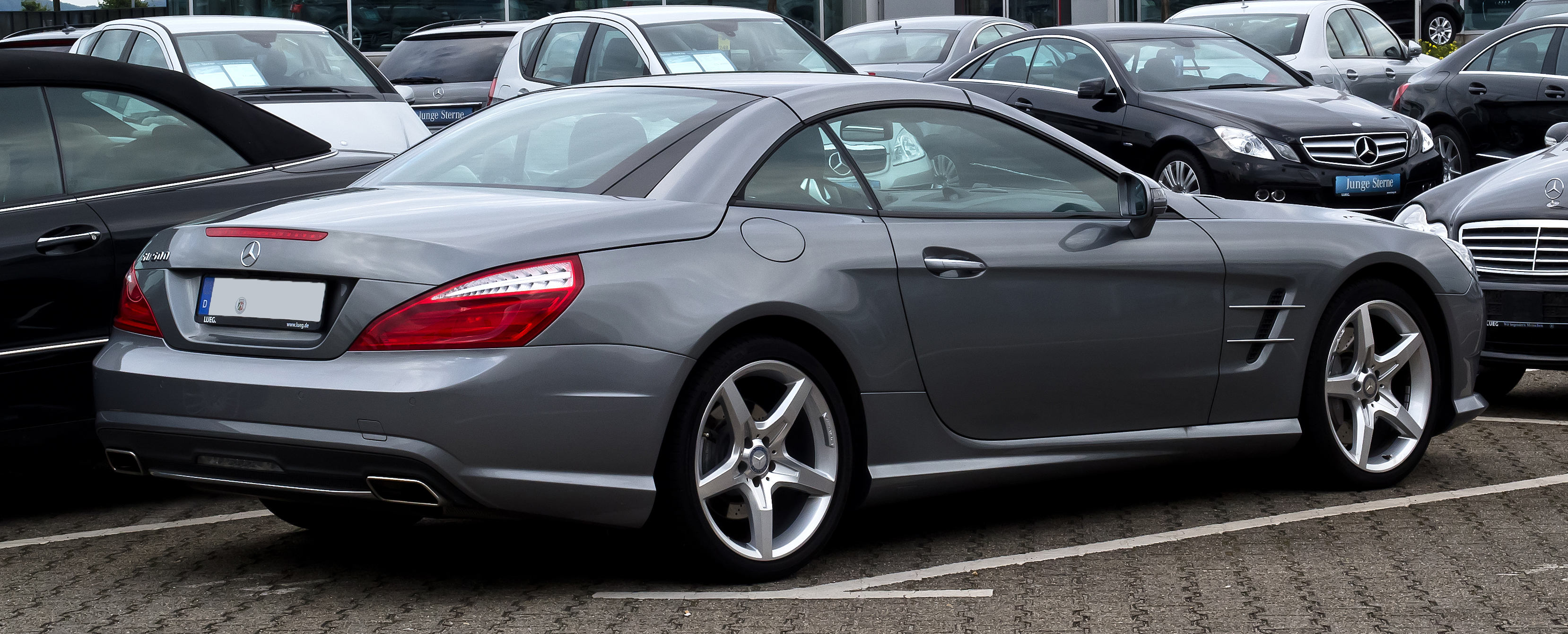
Mercedes-Benz SL500 (2012-2016)

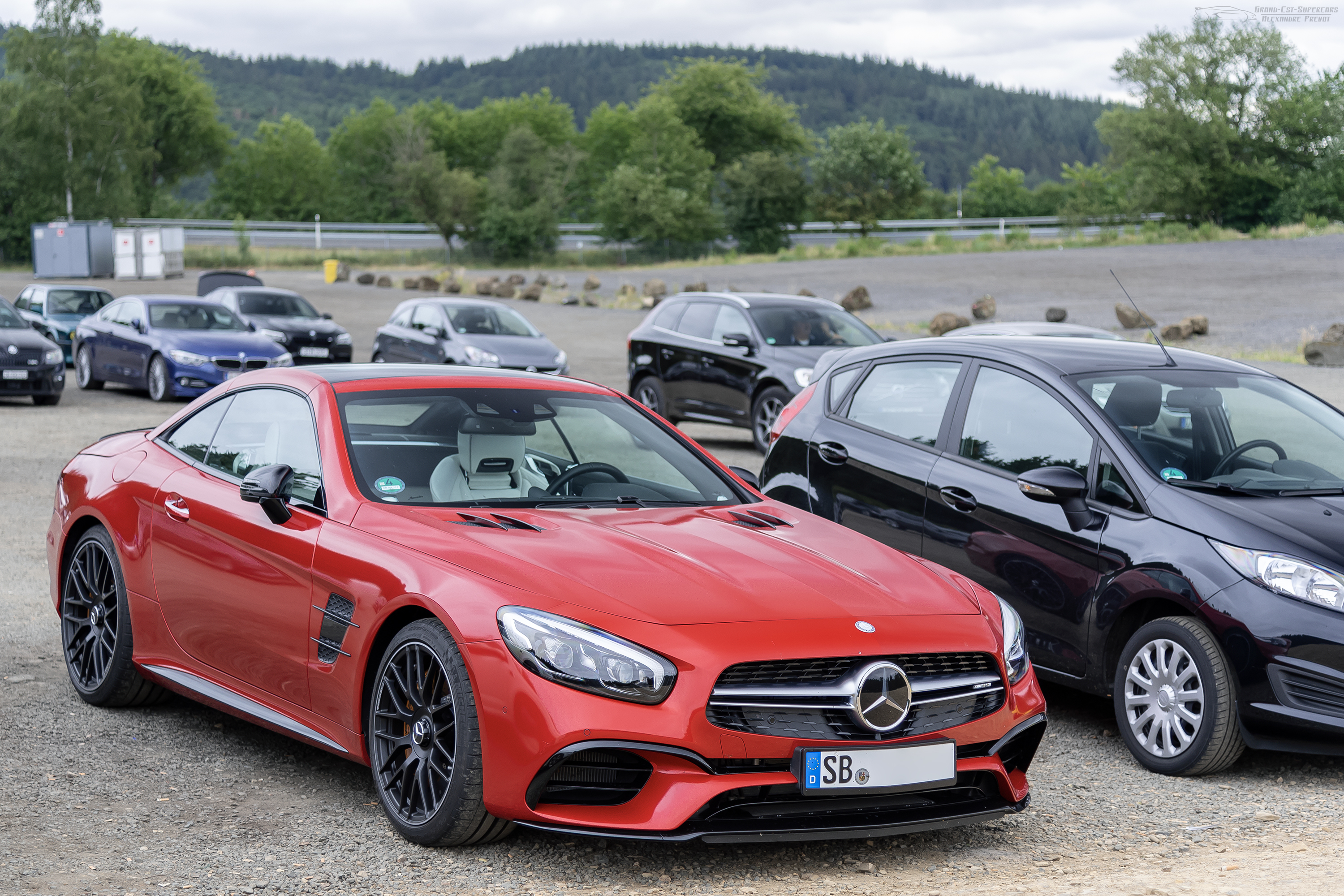
Mercedes-AMG SL 63 (2016-2020)

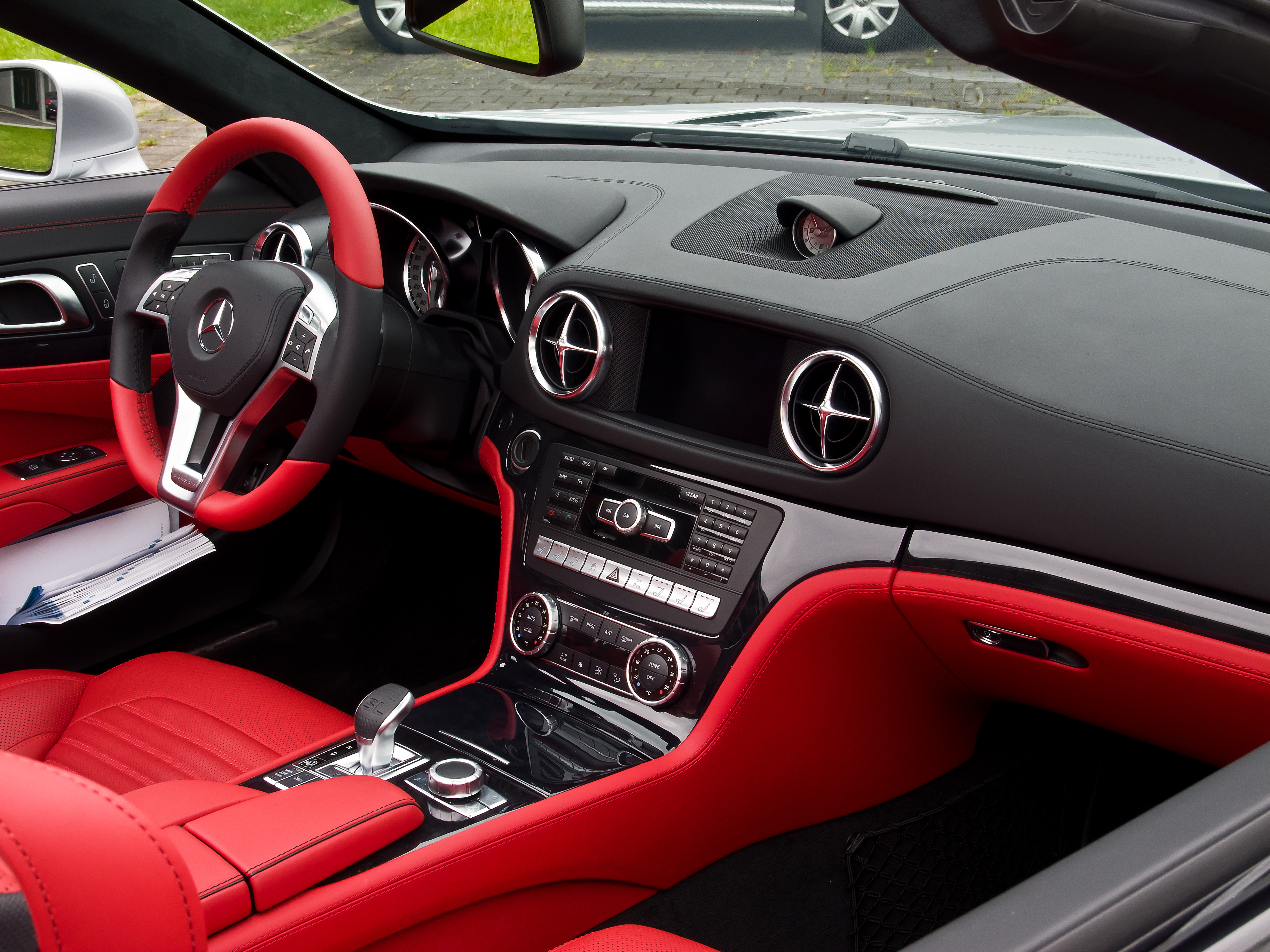

У листопаді 2011 року компанія Mercedes-Benz анонсувала новий автомобіль шостого покоління свого знаменитого SL-класу. У прес-релізі основний наголос був зроблений на опис нового, в основному алюмінієвого кузова і показані «шпигунські» знімки закамуфльованого автомобіля. У грудні було опубліковано повний його опис та показані офіційні фотографії, а на початку січня 2012 року SL 500 і SL 350 були вперше показані публіці на автосалоні в Детройті. У лютому був анонсований SL 63 AMG, а в березні на Женевському автосалоні, він був показаний одночасно з європейською прем'єрою SL 500 і SL 350. В кінці місяця був представлений автомобіль SL 65 AMG, а з 31 числа всі автомобілі сімейства офіційно з'явилися в продажу.
В 2016 році Mercedes-Benz R231 модернізували. Сучасний SL-Class пропонує невимушену розкіш, вдосталь потужності та бажану спритність.  Оснащені сучасними технологіями, автомобілі гарантують безпеку та надійність. Міцна конструкція кузова, значний перелік засобів допомоги та електронний підсилювач керма «Mercedes Direct Steer» гарантують спритність автомобілю, а той, у свою чергу, справжнє задоволення водію. Розробники створили пряму систему управління, здатну реагувати на швидкість транспортного засобу.
Модель початкового рівня SL400 постачається зі шкіряною обшивкою, декоративними елементами з дерева, сидіннями з дванадцятьма режимами налаштування, двозонним автоматичним клімат-контролем, телескопічним кермом, Bluetooth, навігаційною системою, підсвіткою, функцією обігріву лобового скла, функцією дистанційного відкривання дверей гаража та 18-дюймовими самонесучими шинами. Контроль більшості функцій та процесів автомобіля відбувається через інформаційно-розважальну систему «COMAND». 
Про безпеку водія та пасажира дбають сучасні системи та технології, включаючи: передні/бічні подушки, колінну подушку, випускні захисні дуги для ніг, активні підголівники, антиблокувальні гальма, протибуксувальну систему, контроль стабільності, склоочисники з розпилювачами на щітках, активні головні фари, світлодіодні денні ходові вогні та систему моніторингу стану водія «Attention Assist». 

## Двигуни
- 3,0 л V6 Biturbo 333 к.с. (245 кВт) - 367 к.с. (270 кВт)
- 3.5 л V6 306 к.с. (225 кВт)
- 4,7 л V8 Biturbo 435 к.с. (320 кВт) - 455 к.с. (335 кВт)
- 5.5 л V8 Biturbo 537 к.с. (395 кВт) - 585 к.с. (430 кВт)
- 6,0 л V12 Biturbo 630 к.с. (460 кВт)